# شراب اسپانیایی

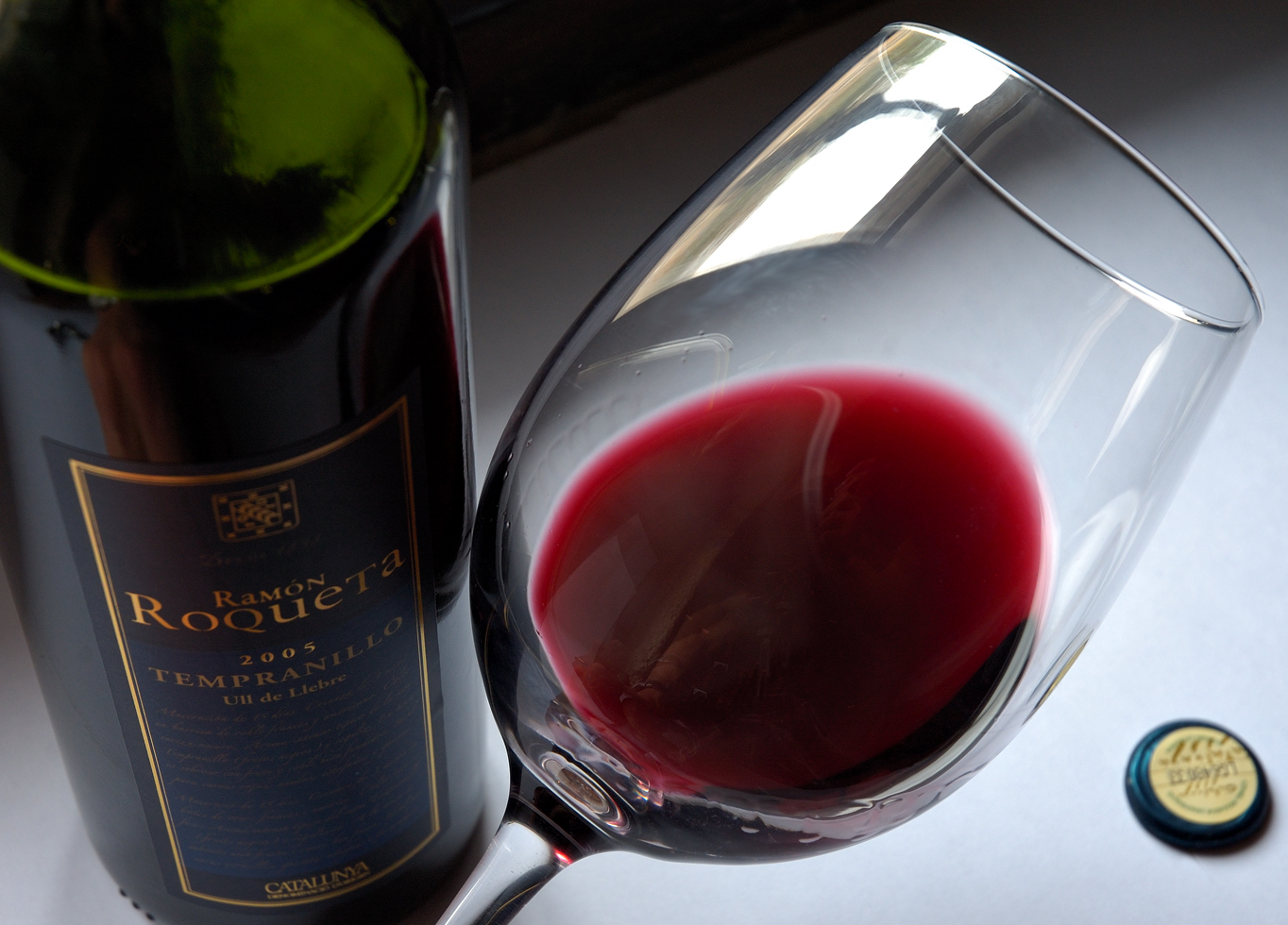
یک لیوان و بطری شراب تمپرانیلو اسپانیایی از ناحیهٔ کاتالونیا

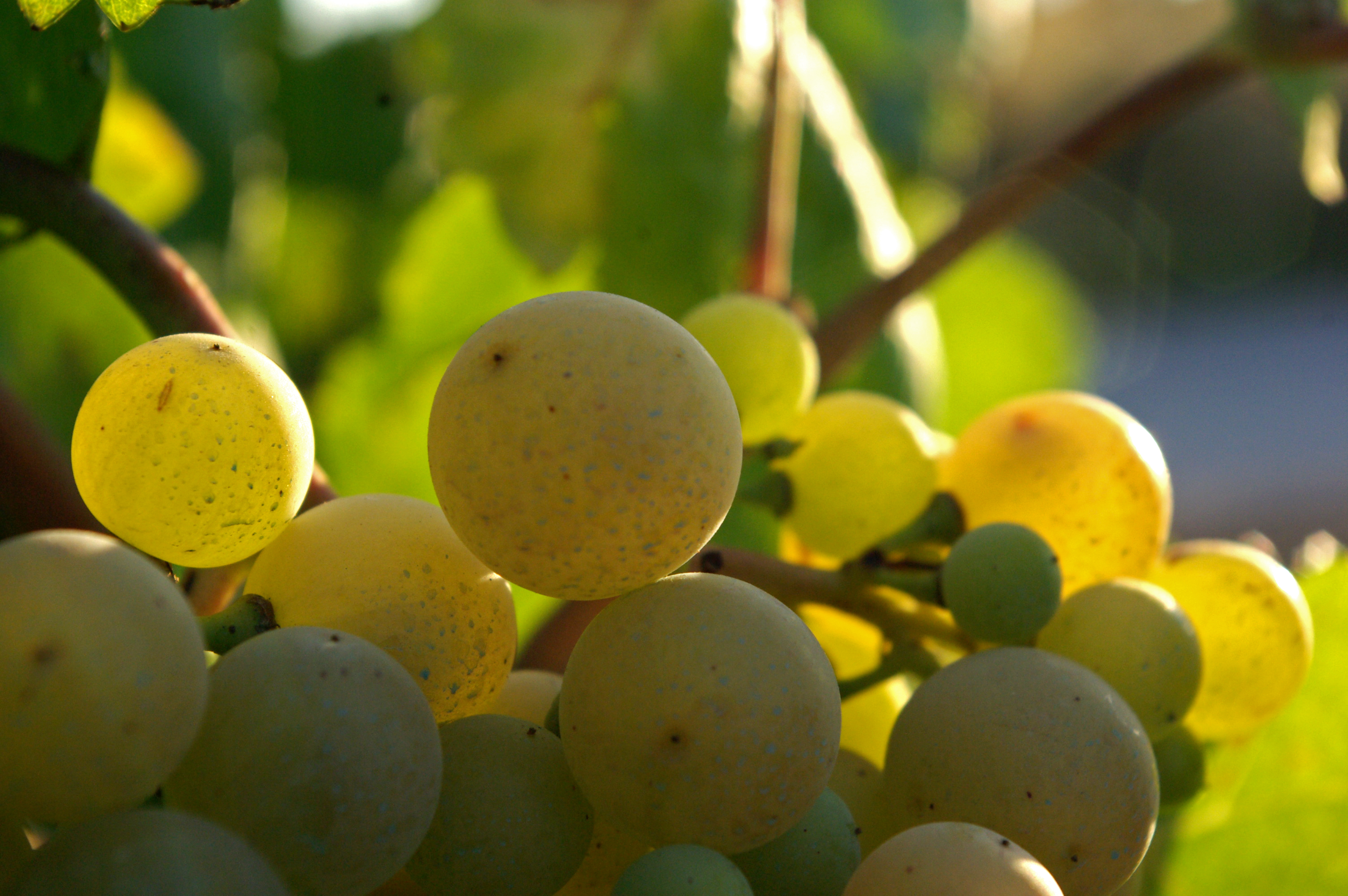
«شارِل. لو» یکی از انگورهای اصلی تولید شراب گازدار اسپانیایی «کاوا» است.

شراب اسپانیایی (اسپانیایی: Vino Español‎) شامل شراب‌های قرمز، سفید و گازدار است که در سراسر کشور اسپانیا تولید می‌شود. اسپانیا که در شبه‌جزیره ایبری قرار دارد، بیش از ۱٫۲ میلیون هکتار (۳٫۰ میلیون جریب فرنگی) تاکستان انگورهای شرابی دارد، که آن را به بزرگ‌ترین کشور دارندهٔ تاکستان‌های تولید شراب در جهان تبدیل می‌کند، اما سومین تولیدکننده بزرگ شراب در جهان، پس از ایتالیا و فرانسه اما بالاتر از ایالات متحده آمریکا است. این موضوع تا حدی به دلیل تراکم کم عددی تاک‌ها در هر متر مربع و فاصله وسیع درختان انگورهای کاشته شده از هم در درون خاک‌های خشک موجود در برخی از مناطق شراب ساز اسپانیا است. این کشور دومین صادرکنندهٔ بزرگ شراب و نهمین مصرف‌کنندهٔ بزرگ جهان است و اسپانیایی‌ها به‌طور متوسط ۲۱٫۶ لیتر به ازای هر نفر در سال شراب می‌نوشند. این کشور با بیش از ۴۰۰ گونه بومی کاشته شده در سراسر اسپانیا، انواع انگورهای محلی فراوانی دارد، اگرچه ۸۸ درصد شراب تولیدی این کشور تنها از ۲۰ گونه انگور است - از جمله انگورهای قرمز تمپورانیو، بوبال، گرناش و موناسترل. انگورهای زرد آلبارینیو، آیرن، وردخو، پالومینو و ماکابئو. و سه گونه انگور کاوا: پاریادا، شارل.لو و ماکابئو.
مناطق عمده شراب اسپانیایی شامل ریوخا و ریبرا دل دوئرو هستند که به دلیل تولید انگور قرمز تمپرانییو و شراب حاصل از آن معروف هستند. ناحیهٔ خومیا به دلیل تولید موناسترل شهرت دارد و خرز د لا فرونترا موطن شراب غنی‌شدهٔ شری است. ریاس بائیشاس در منطقه شمال غربی گالیسیا به دلیل شراب‌های سفیدش از انگورهای آلبارینیو و کاتالونیا شناخته می‌شود که دربرگیرندهٔ نواحی تولیدکنندهٔ شراب گازدار کاوا و نواحی تولیدکنندهٔ شراب غیرگازدار از آب انگور همچون پندس و همچنین منطقه پریورات است.